# کاوه (استان اوپوله)
کاوه (به لهستانی:  Kały) یک روستا در لهستان است که در گمینا موروو واقع شده‌است.